# 魔術揭密
《魔術揭密》（Breaking the Magician's Code: Magic's Biggest Secrets Finally Revealed），是美國的一系列電視節目，主要介紹各種魔術，並解說其原理。該節目最早是1997年至1998年的4集，由法爾·范倫鐵諾領銜演出，先是在美國的福斯電視網播放，隨後在英國的天空廣播與獨立電視台播放。香港無綫電視翡翠台於1999年在天地最前線節目內以特別環節的形式播放，由天地最前線的主持人作粵語旁述，但沒有播出部分尺度較大的魔術。直到2010年無綫電視明珠台在深夜時段播出完整版本，並改由無綫配音組作粵語旁述。

## 概述
由於福斯需要找一個人飾演魔術師（並且或許同時提供諮詢），他們在被許多人拒絕之後找上了法爾，法爾最初也不願意接下這樣的工作，但在多次協商之後，他勉強同意在「只揭發舊式幻象」（也就是那些已經老舊而不再被現今的魔術師採用的古老手法）的前提下演出。但是即使如此，該節目仍遭到輿論攻擊，令原本計畫演出五集的法爾到了第四集就辭職不繼續演出了。為了躲避輿論，他先後移民到巴西跟日本找工作，但都很不順利。此後就沒有關於他的更進一步消息了。
《魔術掲密》節目是一系列以電視上常見的大型幻象魔術為主題的節目，在每一個小段落中，蒙面魔術師首先示範一段魔術表演，接下來向觀眾解釋裡面的魔術秘密，包括道具的構造，和魔術師使用的手法。由於揭發魔術的秘密是違反魔術師原則的行為，這個節目的做法立刻引起了魔術界的震驚，並有部分地區的魔術師工會發起抗爭。中國中央電視台也曾放映了部份節目，但因為受到中國魔術界的抗議而停播。

## 96版--解開魔法陣1-4，5為解開魔法陣之逃出冰天
1996 到 1998 年期間為福克斯廣播公司拍攝了一系列4集的《魔術掲密》節目（原名為：Breaking the Magicians' Code: Magic's Biggest Secrets Finally Revealed），之后辞去工作。
2002年，第5集中的魔术师不论面型与表演风格都不像法爾·范倫鐵諾。
| 集數 | 日期 | 內容 | 旁白（英語原裝版本）               | 粵語旁白（香港TVB） |
| ---- | ---- | ---- | ---------------------------------- | ------------------- |
| 1    |      |      | 米徹·佩勒吉                        | 張炳強              |
| 2    |      |      | 米徹·佩勒吉                        | 張炳強              |
| 3    |      |      | 米徹·佩勒吉                        | 張炳強              |
| 4    |      |      | 米徹·佩勒吉                        | 張炳強              |
| 5    |      |      | 馬克·湯普森 （页面存档备份，存于） | 陳欣                |

## 08版--解開魔法陣終極篇
2008年11月，FOX拍摄了新的“Magic's Biggest Secrets Finally Revealed”。第一季共13集（截至2009年3月17日），片尾出现producer：Val Valentino（監製：法爾·范倫鐵諾），说明里面的蒙面魔术师还是法爾·范倫鐵諾。

## 爭議

### 對魔術界帶來衝擊
大部分的傳聞都傾向將蒙面魔術師形容為「魔術界的叛徒」或「魔術界的通緝犯」，並將這一系列節目解讀為「對魔術界帶來重大傷害的行為」，但這一類的解讀可能有些言過其實且不公平。
至於《魔術掲密》節目究竟是否真的對魔術界帶來很大的衝擊，也是個令人質疑的問題。部分的人認為，適度地揭穿一些古老的魔術秘密有助促進思考、破除迷信、並提升整體魔術風氣的正面效果，並非全是負面的。而且了解這些秘密之後，觀眾不見得會因此而喪失對魔術的興趣與好奇心，因為，當他們看到現代的魔術師，做出許多明顯地不可能用那些方法完成的新表演時，他們只會對那些魔術師感到更加地敬佩。後來，隨著街頭魔術師大衛·布萊恩在電視上的出名，福斯電視亦製作了針對他的表演所做的破解節目，但事實證明，那些節目並沒有影響到大衛的名氣。